# ロールマスター
ロールマスター(Rolemaster)は、アメリカのIron Crown Enterprises社(ICE)が制作したファンタジーテーブルトークRPG(TRPG)。ゲームの舞台となる世界は固定されておらず、架空のファンタジー世界だけでなく神話や英雄の世界や現実の歴史に近い世界を扱うサプリメントも存在する。
日本語版はホビージャパンより1990年に発売された。
その後、日本支社であるICE JAPANから第2版の日本語版が復刻され、ICE社のウェブサイトにてダウンロード販売されていた。また、HARP Lite（『ハープ・ライト』）は日本語版を、ICEのウェブサイトから無料ダウンロードすることができた。『ハープ・ライト』には、『ハーンワールド』とのコラボレーション作品『ハープ・ハーン』も発表されていた。いずれもICE JAPANが2010年12月に活動を停止したために現在は入手できない。

## 概要
豊富なチャート（表）が準備されていることが特徴的となっているファンタジーテーブルトークRPG。
ロールマスターでは、一般的な行動について単純な成功/失敗だけでなく「どれくらい達成できたか」をパーセンテージで示す表が用意されている。行動は「走る」「泳ぐ」「物を作る」「調べ物をする」など数種類に大別され、それぞれに対応する表が存在する。
ゲーム的に重要な意味を持つ戦闘についてはもっと細かく扱われる。例えば、「敵のみぞおちにハンマーが直撃し、相手の内臓を破壊した。相手は5点のダメージを受けて失禁した」というぐらいの描写がルールによって行われることも珍しくない。これは、「ハンマーで敵を攻撃したときに起こるイベント」がチャート（表）で用意されているためである。そしてこの表の種類は驚くほど豊富で、剣で攻撃したときの表や槍でついたときの表などが別々に用意されているのである。また、魔法についても同様の処理が行われている。
多くのゲームでは、ルールが与えるのは「敵のHPにダメージを30点与えた」などという単調で数値的な結果であり、ここからプレイヤーやゲームマスターは戦闘の情景を思い浮かべることになるが、ロールマスターではプレイヤーキャラクターの様々な行動に対してルール自体が具体的なイメージを与えてくれる。

## 系譜
ロールマスターは何度も版を重ねている。また、派生ゲームも存在する。
ロールマスター
タイトルに『Rolemaster』を冠するゲームがロールマスターの本シリーズにあたる。
- 初版 : Rolemaster 1st edition（1981年発売。未訳。略称は『RM』）
- 第2版 : Rolemaster 2nd edition（1989年発売。日本語版は1990年発売。略称は『RM2nd』）
- 第3版 : Rolemaster Standard System（1995年発売。未訳。略称は『RMSS』）
- 第4版 : Rolemaster Fantasy Role Playing（1999年発売。未訳。略称は『RMFRP』）
- 第2版改訂版 : Rolemaster Classic（2006年発売。未訳。略称は『RMC』）

ロールマスターシリーズは第4版にあたるRMFRP以降はしばらく大きな商品展開はなかったが、2006年8月からICE社はRolemaster第2版をPDF版で復刻。自社サイトにて販売を開始した。この旧作をPDF版として復刻する動きはRolemasterだけに留まらず、Spacemaster第2版もPDF版で復刻している。また、2006年12月にはRolemaster第2版の改訂版にあたるRolemaster Classicを発売。この改訂によるルール的な相違点は少ないので、第2版のキャラクターをそのまま利用することが可能となっている。なお、Rolemaster Classicの簡易版としてRolemaster Expressという製品も2007年7月には発売され、ロールマスターシリーズの展開が再び活発化してきている。
指輪物語ロールプレイング
『ロールマスター』の簡略版として、J・R・R・トールキンの『指輪物語』の世界を舞台として特定した『指輪物語ロールプレイング』（Middle-earth Role Playing、略称MERP）も発売されていた（1986年。日本語版は1987年）。第2版まで発売されたが、ICE社が『指輪物語』に関する契約を更新せず絶版となった。
High Adventure Role Playing
『指輪物語ロールプレイング』に続くロールマスターの新たな簡略版として2003年に発売されたのが『High Adventure Role Playing』(HARP)である。これは現在まで活発に製品展開を行っている。2005年2月には無料試供版として縮小したHARP Liteがインターネット上でPDF形式にて無料配布されるようになった。HARP Liteは日本語版を、ICEのウェブサイトから無料ダウンロードをすることができる。

### 日本での展開
日本では、まず『指輪物語ロールプレイング』日本語版がホビージャパンより1987年に発売された。
その後、Rolemaster 2nd editionを底本として翻訳されたロールマスターの日本語版が1990年にホビージャパンより販売された。しかしながら、ロールマスターについては基本ルール以外の日本語製品はほとんど出版されぬ内に絶版となった。これはホビージャパンがTRPG市場から一時撤退したためである。

## システム

### キャラクターの作成
ロールマスターは、キャラクターの扱いの面ではいわゆるクラス制に属する。
PCの作成では、まず「職業」（キャラクタークラスに相当）を選択する。「職業」は、非魔法使い、準魔法使い、魔法使い、複合魔法使いの4種に大別され、併せて19の職業が基本設定では利用できる。これはゲームマスターの世界設定に応じて変更が可能。他にも「種族」を選択する必要がある。
「種族」と「職業」により、生まれつきやレベルアップにより得られるポイントが決まっており、それらを消費して各技能や能力を上昇させていく。消費するポイントも、職業と技能の相性によって効率の良し悪しがある。

### 行為判定
行為判定はいわゆる「上方判定」で、10面ダイス2個を“100面ダイス1個”として使用する。
無限ロール(open-end roll)と呼ばれる方式を採用しており、96-100の目が出た時はもう1度ダイスを振って出た目を加え、01-05の目が出た時はもう1度ダイスを振って出た目を差し引く。そして、いずれの場合も、96-100が出れば再度ダイスを振り、出た目をさらに加算または減算する。これにより、320とか-412とかいった、1-100の範囲から大きく離れた結果を出す可能性もある（理論的には、確率は低いもののどんな整数でも結果としてあり得る）。
こうやって得られたダイスの目に、キャラクターの能力値や技能と行為の難易度から算出した修正値を加える。そして、現在判定している行為に対応する表を見て、この修正した数値が当てはまる欄を参照すれば、そこに行動の結果が記述されているのである。
これ以外にも状況に応じて、10面、8面、6面、5面(10面ダイスの結果を2で割る）ダイスを利用する。
また、移動・重量・疲労・病気・怪我などに対して詳細な項目があり、その状況に応じて異なったルールを適用する。

### 戦闘
戦闘は特に細かいルールが決められており、使用する武器、相手の大きさなどに応じてチャートを使い分けて戦闘判定を行う。なおチャートの中には、より高い効果を得たときなど「痛打表」を参照させる場合がある。これはクリティカルヒット（「痛打」はクリティカルヒットの日本語訳）の効果を記述したものだが、武器や呪文の種類などにより別々に設けられており、独特の（時には極めて剣呑な）効果がもたらされるようになっている。特に「鼻がもげる」「首がふっとぶ」などといった残虐でブラックユーモアあふれる描写が豊富で、このゲームの代表的なガジェットになっている。

### 呪文
呪文は大きく分けて、神霊界、精気界、念力界の3つに分ける事が出来る。これは魔法の力の源泉による分類だが、効果も異なっている。これらの呪文は職業に応じて使える界が異なる（複数の界の呪文を利用できる職業もある）。

## 構成

### ロールマスター日本語版
ロールマスター第2版の翻訳。
アームズロー&クローロー〔武術大典〕
戦闘の為のルールブックで、戦闘に対する非常に精密なルールが書かれている。
スペルロー〔呪文大典〕
呪文の為のルールブック。約2000の呪文の種類や使用法、効果が書かれている
キャラクターロー&キャンペーンロー〔勇者大典〕
キャラクター作成、成長システム及び維持のルールを記述したキャラクターローとゲームの世界設定を作成するためのキャンペーンローの2部で構成されている。
クリーチャーズ&トレジャーズ〔生物・宝物大典〕
ファンタジー世界のモンスター設定や魔法の器具について書かれた本。

### Rolemaster Standard System
第3版である、Rolemaster Standard System(RMSS)の主要な製品。日本語版は存在しない。
ROLEMASTER STANDARD RULES
ロールマスター第3版の基本ルールブック。
ARMS LAW
武器系の攻撃表や痛打表を含む戦闘ルールの本。2版のアームズロー&クローローに相当。
SPELL LAW
精気界・神霊界・念力界の魔法を扱った本。2版のスペルローに相当。
CREATURES & MONSTERS
モンスターごとの詳細な設定やデータを扱った本。
ARCANE COMPANION
秘術界(Arcane Realm)の呪文を扱った本。（第3版のみ）
TREASURE COMPANION
魔法アイテムの設定やデータを扱った本。
TALENT LAW
特殊能力(Talent)を扱った本。（第3版のみ）
MARTIAL ARTS COMPANION
武術(Martial Arts)を扱った本。（第3版のみ）

### Rolemaster Fantasy Role Playing
第4版にあたる、Rolemaster Fantasy Role Playing(RMFRP)の主要な製品。日本語版は存在しない。
Rolemaster Fantasy Role Playing
ロールマスター第4版の基本ルールブック。（第3版をスリム化したもの）
Character Law
基本ルールから削減されたキャラクター作成データを扱った本。
New Arms Law
武器系の攻撃表や痛打表を含む戦闘ルールの本。（第4版でルール改訂）
Spell Law of Channeling
神霊界の魔法を扱った呪文ルールの本。
Spell Law of Essence
精気界の魔法を扱った呪文ルールの本。
Spell Law of Mentalism
念力界の魔法を扱った呪文ルールの本。
The Skill Companion
技能についての詳細な説明と追加設定を扱った本。（第4版のみ）

### Rolemaster Classic
第2版の改訂版であるRolemaster Classic(RMC)の主要な製品。日本語版は存在しない。
Character Law
基本ルールとキャラクター作成ルールを扱った本。
Arms Law
戦闘ルールと武器攻撃表や痛打表を扱った本。
Spell Law
魔法ルールと呪文リストや呪文攻撃表を扱った本。
Creatures & Treasures
モンスターやアイテムのデータを扱った本。